# Boganida
Majmeča (rusky Боганида) je řeka v Tajmyrském rajónu v Krasnojarském kraji v Rusku. Je 366 km dlouhá. Povodí má rozlohu 10 700 km².

## Průběh toku
Vzniká soutokem řek Kegerdi a Chopsokkon, z nichž Kegerdi odtéká z jezera Labaz. Teče přes Severosibiřskou nížinu na jih. Ústí zleva do Chety (povodí Chatangy).

## Vodní stav
Zdrojem vody jsou sněhové a dešťové srážky.